# اورانگوتان چینی
اورانگوتان چینی (نام علمی: Pongo weidenreichi) یک گونهٔ منقرض شده از سردهٔ اورانگوتان‌ها از پلیستوسن در جنوب چین است. این گونه از دندان‌های فسیلی یافت شده در غارها، شناخته شده‌است. ابعاد دندانی این گونه ۲۰ درصد بزرگتر از اورانگوتان‌های زنده است. جوانترین بقایای این گونه مربوط به ۶۶ تا ۵۷۰۰۰ سال پیش در غار یینچون، گوانگشی است.